# أبش أحمد
أبش أحمد (بالفارسية: آبش‌احمد) هي مدينة تقع في إيران في Abish Ahmad District. يقدر عدد سكانها بـ 2,329 نسمة .